# Kitty Joyner

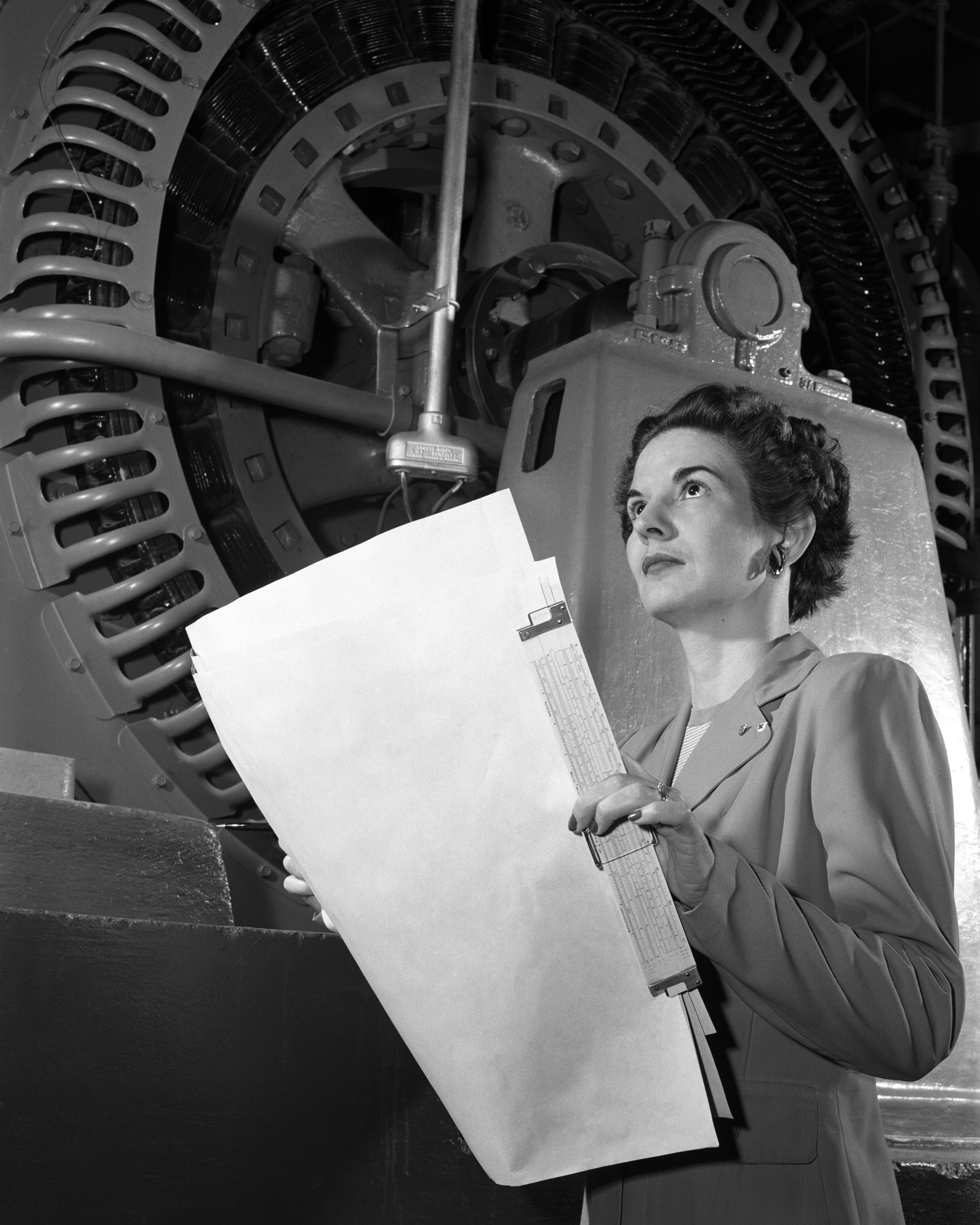
Kitty Joyner vor einer Windkanalturbine in NACA Langley 1952

Kitty O’Brien Joyner (* 11. Juli 1916 in Charlottesville, Virginia, USA; † 16. August 1993 ebenda) war eine US-amerikanische Elektroingenieurin, die beim National Advisory Committee for Aeronautics (NACA) und dessen Nachfolgeorganisation National Aeronautics and Space Administration (NASA) tätig war. Kurz nachdem sie als erste Frau an der University of Virginia ihren Abschluss in den Ingenieurwissenschaften machte, wurde sie 1939 beim NACA als erste Ingenieurin der Organisation eingestellt.

## Studium
Von 1935 bis 1937 besuchte Joyner das Sweet Briar College, ein Liberal arts college für Frauen in Sweet Briar, Virginia. Im Anschluss studierte sie Elektrotechnik an der University of Virginia (Bachelor of Science 1939). Die Zulassung, um Ingenieurwissenschaften an der Universität studieren zu können, musste sie sich im Rahmen eines Gerichtsverfahrens erkämpfen. Während ihrer Studienzeit an dieser Universität war sie Mitglied der Sorority-Studentenverbindung Chi Omega. Beim Abschluss wurde sie mit dem Algernon Sydney Sullivan Award ausgezeichnet.

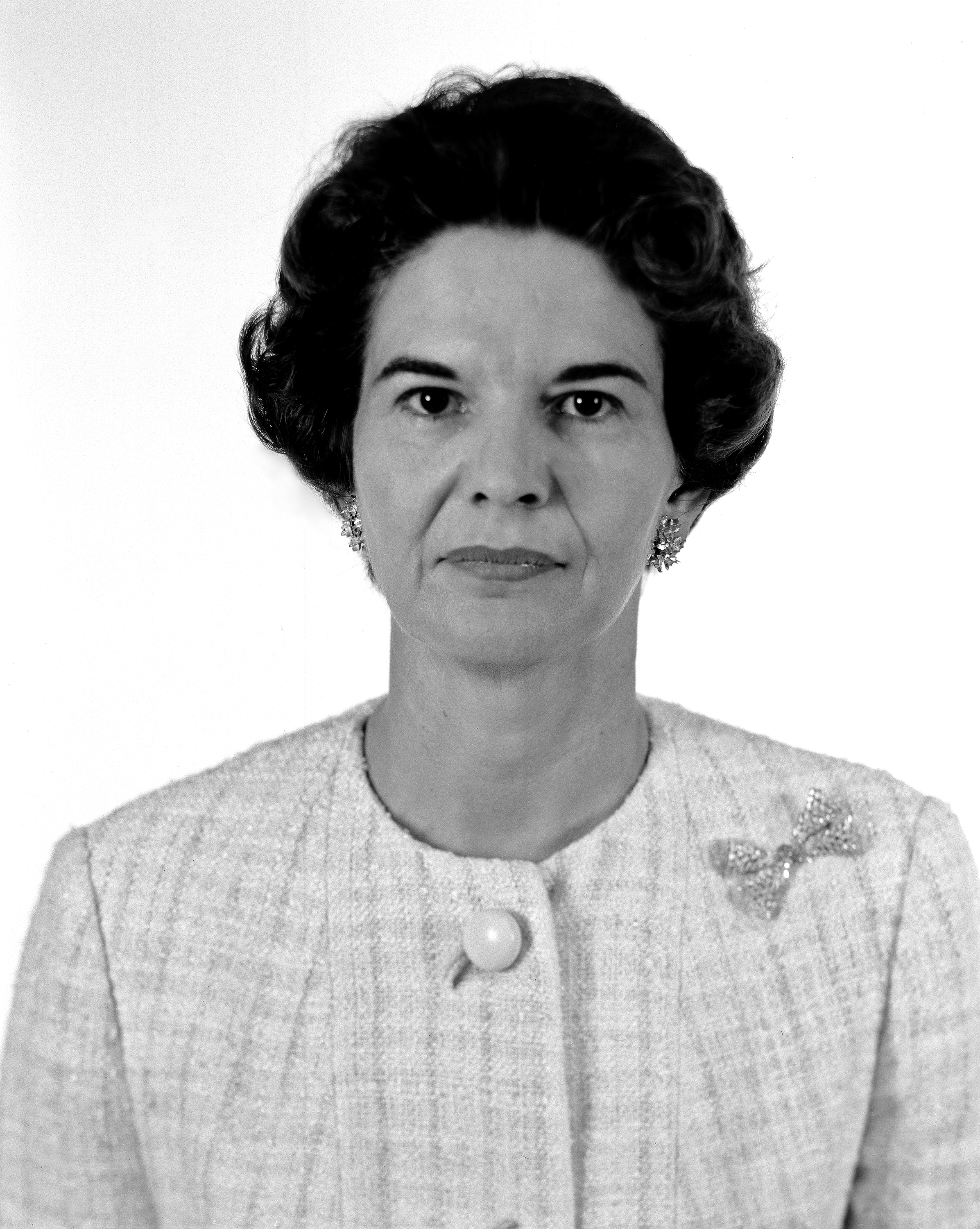
Kitty O’Brien Joyner 1964

## Beruf
Im September 1939 stellte das NACA Langley Memorial Aeronautical Laboratory (LMAL) in Hampton, Virginia, Joyner als Elektroingenieurin ein. Sie war die erste Ingenieurin, die bei NACA arbeitete. Das LMAL entwickelte seit den 1920er Jahren Windkanäle. Während des Zweiten Weltkriegs testete das LMAL fast alle militärischen Flugzeugtypen der USA, um sie aerodynamisch zu verbessern. Mit der Umbenennung des LMAL in Langley Research Center 1958 wurde die Forschungsarbeit von der reinen aeronautischen Forschung weg hin zur Mitarbeit an den Weltraumprojekten der NASA neu ausgerichtet.
Joyner arbeitete mehrere Jahrzehnte bei NACA/NASA und stieg schließlich zur Bereichsleiterin der Einrichtung Cost Estimating Branch, Office of Engineering and Technical Services auf. Sie betreute mehrere Windkanäle, darunter Überschall-Windkanäle. Im Mai 1971 verließ Joyner die NASA.
Joyner engagierte sich in verschiedenen Ingenieurorganisationen. Sie war Mitglied des Institute of Electrical and Electronics Engineers (IEEE) und ein lebenslanges Ehrenmitglied des Engineers Club der Virginia-Halbinsel.

## Privates
Joyner war mit dem Physiker Upshur T. Joyner verheiratet, der ebenfalls 40 Jahre lang beim Langley Research Center der NACA/NASA arbeitete. Kitty und Upshur Joyner gingen 1971 gemeinsam in den Ruhestand.
Das Ehepaar lebte in Poquoson, Virginia, und hatte zwei Kinder, einen Sohn, der bereits 1990 mit 47 Jahren an Leukämie starb, und eine Tochter. Kitty und Upshur Joyner starben beide 1993, nur wenige Monate nacheinander.
Neben ihren beruflichen Aktivitäten als Ingenieurin war sie die erste Vorsitzende des Charles Parish Chapter der Daughters of the American Revolution, die ein jährliches Stipendium nach ihr benannten. Zudem wurde sie mit dem United Daughters of the Confederacy Winnie Davis Award ausgezeichnet.